# Temporada 1989 del Campeonato de España de Rally de Tierra
La temporada 1989 fue la 7.º edición del Campeonato de España de Rally de Tierra. Comenzó el 5 de marzo en el Rallye Camel - Lloret de Mar y terminó el 25 de noviembre en el Rally RACE-Madrid.

## Calendario
| N.º | Fecha            | Prueba                             | Notas |
| --- | ---------------- | ---------------------------------- | ----- |
| 1   | 5 de marzo       | 2.º Rallye Camel - Lloret de Mar   |       |
| 2   | 1 de abril       | Rally RACE-Costa Cálida            |       |
| 3   | 22 de abril      | Rally San Prudencia - Álava        |       |
| 4   | 27 de mayo       | 2.º Rallye RACE-Avilés             |       |
| 5   | 8 de julio       | 4.º Rally Ciudad de Lugo de Tierra |       |
| 6   | 23 de septiembre | Rally de Toledo                    |       |
| 7   | 14 de octubre    | Rally de Córdoba                   |       |
| 8   | 25 de noviembre  | 2º Rally RACE-Madrid               |       |

## Equipos
| Equipo              | Vehículo                   | Piloto             | Copiloto                  | Rondas            |
| Equipos oficiales   | Equipos oficiales          | Equipos oficiales  | Equipos oficiales         | Equipos oficiales |
| ------------------- | -------------------------- | ------------------ | ------------------------- | ----------------- |
| FASA-Renault        | Renault 5 Maxi Turbo 4x4   | Guillermo Barreras | Ramón Mínguez             | 1-8               |
| Citroën Competición | Citroën AX 4x4 Proto Turbo | Antonio Zanini     | Josep Autet               | 1-2, 4-5, 7-8     |
| Citroën Competición | Citroën AX                 | Ricardo Muñoz      | José Luis Juan Aracil     | 1                 |
| Citroën Competición | Citroën AX                 | Ricardo Muñoz      | Daniel Muzio              | 2, 4-5, 8         |
| SEAT Sport          | SEAT Marbella Proto        | Antonio Rius       | Manuel Casanova           | 1, 3-8            |
| SEAT Sport          | Volkswagen Golf II GTi 16V | Josep María Servià | Lluis Corominas           | 8                 |
| Equipos privados    |                            |                    |                           |                   |
| Marlboro Rally Team | Lancia Delta S4            | Gustavo Trelles    | Arturo Fdez. De la Puente | 2-3, 5-8          |
| Marlboro Rally Team | Ford RS200                 | Jesús Puras        | Tomás Aguado              | 1-2, 4-5, 8       |
| Jolly Club          | Lancia Delta Integrale     | Salvador Servià    | Jordi Sabater             | 1-8               |

## Clasificación

### Campeonato de pilotos
| Pos. | Piloto             | 1   | 2 | 3   | 4   | 5  | 6   | 7   | 8   | Puntos |
| ---- | ------------------ | --- | - | --- | --- | -- | --- | --- | --- | ------ |
| 1.   | Gustavo Trelles    |     | 1 | 1   |     | 1  | 1   | 1   | 1   | 160    |
| 2.   | Guillermo Barreras | 2   | 2 | Ret | 1   | 4  | 2   | 2   | Ret | 132    |
| 3.   | Salvador Servià    | 1   | 3 | Ret | 2   | 2  | 3   | Ret | 4   | 122    |
| 4.   | Antonio Zanini     | 4   | 4 | 9   | 5   | 13 | Ret | 4   | 2   | 85     |
| 5.   | Antonio Rius       | ?   |   | ?   | 7   | 7  | ?   | ?   | 6   | 84     |
| 6.   | «Patxi» Arbeláiz   |     |   |     | 3   | 6  | 5   | 5   | 5   | 68     |
| 7.   | Ricardo Muñoz      | ?   | ? |     | 8   | 8  |     |     | 12  | 56     |
| 7.   | José Mora          |     |   |     | 6   |    |     |     | 9   | 56     |
| 9.   | Juan Manuel Pretel |     | 5 |     | 9   |    | 4   | 3   | 17  | 52     |
| 10.  | Claudio Aldecoa    | Ret |   |     | 4   | 4  |     |     | Ret | 44     |
| 11.  | Jesús Puras        | Ret | ? |     | Ret | 3  |     |     | 3   | 42     |
| 12.  | Josep María Servià |     |   |     |     |    |     |     | 7   | 41     |

### Campeonato de copilotos
| Pos. | Copiloto                  | Puntos |
| ---- | ------------------------- | ------ |
| 1.   | Arturo Fdez. De la Puente | 160    |
| 2.   | Ramón Mínguez             | 132    |
| 3.   | Jordi Sabater             | 122    |
| 4.   | Josep Autet               | 85     |
| 5.   | Manuel Casanova           | 84     |
| 6.   | Fernández                 | 64     |
| 7.   | Agustín Ascasibar         | 62     |

### Agrupación II
| Pos. | Piloto        | Puntos |
| ---- | ------------- | ------ |
| 1.   | Antonio Rius  | 160    |
| 2.   | Ricardo Muñoz | 118    |
| 3.   | José Mora     | 123    |

### Agrupación III
| Pos. | Piloto             | Puntos |
| ---- | ------------------ | ------ |
| 1.   | Gustavo Trelles    | 160    |
| 2.   | Guillermo Barreras | 132    |
| 3.   | Salvador Servià    | 122    |

### III Challenge Citroën Rallyes de Tierra
| Pos. | Piloto           | Puntos |
| ---- | ---------------- | ------ |
| 1.   | Francisco Labaka | 94     |
| 2.   | Izaguirre        | 56     |
| 3.   | Marugán          | 61,2   |
| 4.   | Erena            | 32,4   |
| 5.   | García           | 26,2   |

### Copa Marbella 89
| Pos. | Piloto             | Puntos |
| ---- | ------------------ | ------ |
| 1.   | Jordi Puigdellivol | 85     |
| 2.   | Jordi Espasa       | 79     |
| 3.   | Francisco Pros     | 51     |
| 4.   | A. A. Sáiz «Capi»  | 45     |
| 5.   | Mariano Molina     | 44     |